# CTF Finance Centre
Le Centre de Finance CTF (chinois : 周大福商业中心 ; pinyin : zhōudàfú shāngyè zhōngxīn), anciennement le Centre Chow Tai Fuk ainsi que la Tour Est de Canton est un gratte-ciel de 530 mètres situés à Canton, en Chine. La tour a atteint sa hauteur définitive le 10 juillet 2014 et a été achevé en 2016. Il possède l'un des ascenseurs les plus rapides du monde, capable de se déplacer à la vitesse de 20 mètres par seconde. C'est en 2019 le septième plus haut gratte-ciel de la planète.

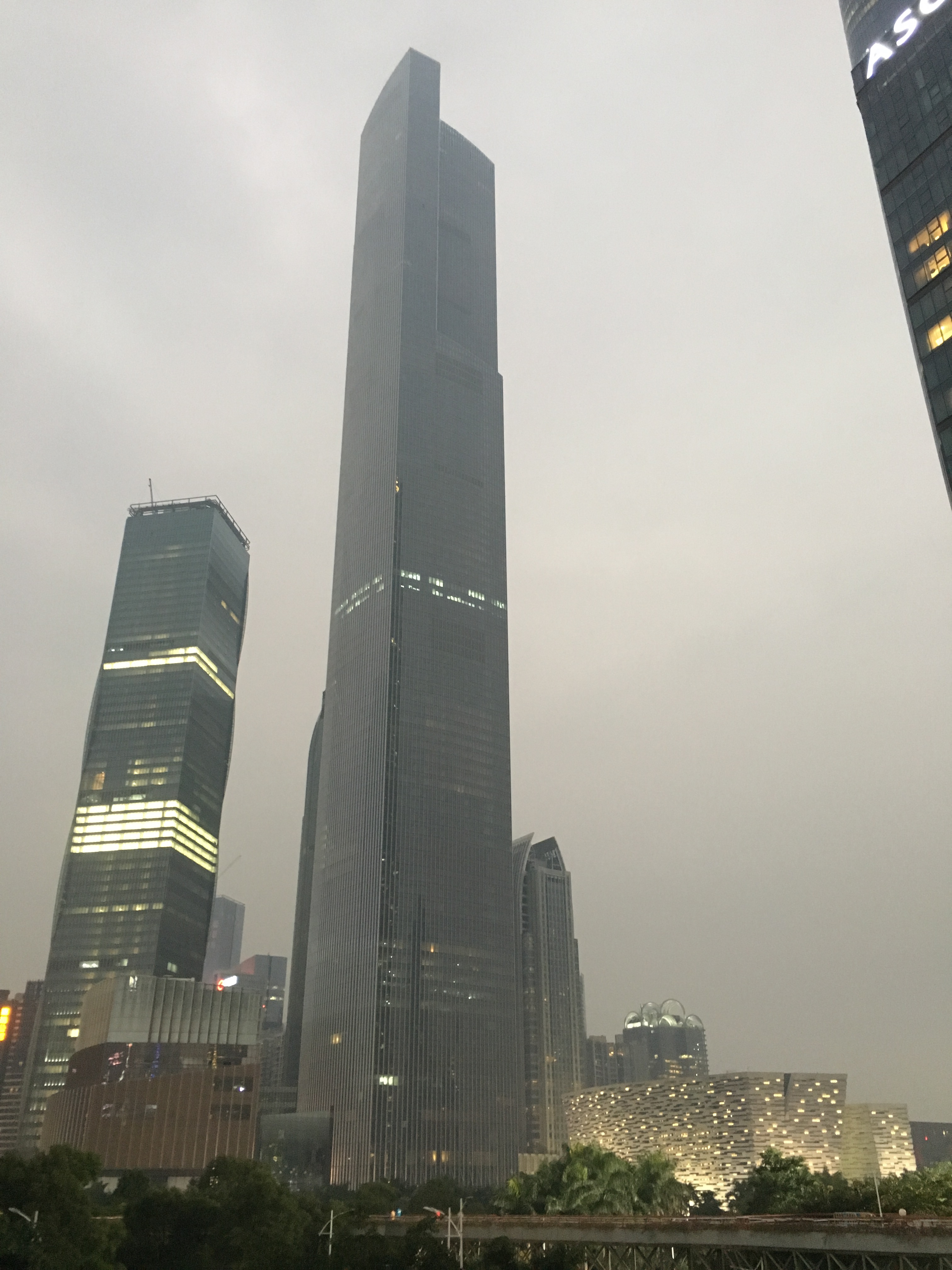
Le Centre de Finance CTF en décembre 2015